# Leptictidium tobieni
A Leptictidium tobieni az emlősök (Mammalia) osztályának fosszilis Leptictida rendjébe, ezen belül a Pseudorhyncocyonidae családjába tartozó faj.

## Tudnivalók
A Leptictidium tobienit 1987-ben Wighart von Koenigswald és Gerhard Storch írták le először. A nyolc Leptictidium-faj közül a Leptictidium tobieni volt a legnagyobb, hossza 90 centiméter volt. A Messel lelőhely fajai közé tartozik. Az állat az eocén kori Lutetiai korszak idején élt. Az állatot Heinz Tobienről nevezték el, aki a Leptictidium nem megalkotója és a Messel lelőhely kutatója volt az 1960-as években. A Leptictidium tobieni holotípusa egy teljes csontvázból áll, amely tökéletesen konzerválódott. A holotípust 1984 szeptemberében fedezték fel, és a darmstadti Hessisches Landesmuseumban őrzik. Egy kifejlett példányról van szó. Ezenkívül van egy paratípus is, amely azonban nincs olyan jó állapotban, mint az első példány; ezt a belgiumi Institut Royal des Sciences Naturellesben tartják.
Az állat alsó állkapcsa tömzsi megjelenésű. Fogának meziális felszíne eléggé nagy. A zápfogszerű előzápfogak a Leptictidium-fajokra jellemzőek, viszont a Leptictidium tobieni alsó P4-es előzápfoga különlegesen fejlett. A fogak jól fejlett meziális felszíne és a felső nagyőrlők merőleges elhelyezkedése a L. tobieni legfőbb ismérvei.